# Александрос Ζ (буксир)
«Але́ксандрос Ζ» (греч. Αλέξανδρος Ζ) — греческий буксир 20-х годов XX века, с именем которого связана «величайшая морская трагедия, поразившая когда-либо греческий военно-морской флот», причём в мирное время.

## История
«Александрос Ζ» классифицировался как буксир-спасатель и был построен в 1920 году в Голландии на верфи NV Baanhoek.
Судно принадлежало греческому судовладельцу Зарокостасу, что и было отмечено в его имени греческой буквой «Ζ» (дзета).
Почти сразу по прибытии в Грецию, судно было мобилизовано греческим военно-морским флотом и выполняло рейсы перевозки моряков флота с военно-морской базы на острове Саламин и из бухты Керацини на материке в центральную гавань Пирея.

## Трагедия Александроса Ζ

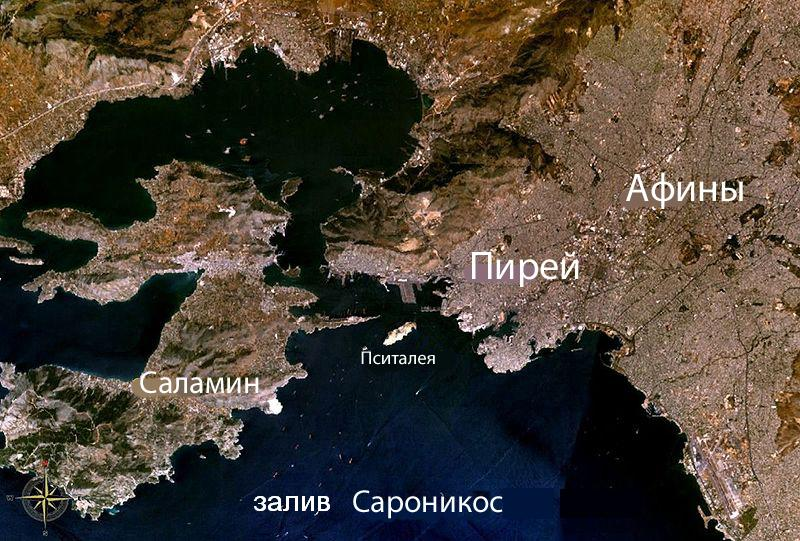
Место крушения буксира Александроса между островом Пситалея и материком. Бухта Керацини находится к северу от Пситалеи (видны сегодняшние причалы и автомобильный терминал, центральная гавань Пирея (сегодня используется только пассажирскими паромами и круизными судами) находится к востоку от Пситалеи.

Как и каждую субботу, 10 марта 1923 года, большое число офицеров и моряков флота, получивших разрешение на двухдневный выход, собрались на пристанях базы на острове Саламин и бухты Керацини.
Отпускников с Саламина принял на борт маленький тихоходный пароход «Мармаро», отпускников из Керацини «Александрос Ζ».
Переход до центральной гавани Пирея обычно занимал около получаса и был рутиной как для экипажей судов, так и для моряков флота.
По этой причине, и для выхода в город, греческие моряки не считали шторм помехой.
Первым вышел «Мармаро», который, хоть и с трудом, благополучно дошёл до Пирея.
«Александрос Ζ» переждал пока море немного утихнет и, выйдя из бухты Керацини, подошёл к стоявшим на якорях броненосцам «Авероф», «Килкис» и «Лемнос».
Приняв на палубу отпускников с броненосцев, включая также солдат армии, ещё оставашихся на борту кораблей после закончившегося несколькими месяцами тому назад Малоазийского похода, буксир направился к Пирею в 11:40.
Последующие события описаны офицером Т. Теологидисом, наблюдавшим за буксиром с броненосца «Лемнос».
После отхода буксира шторм усилился и стал сопровождаться градом.
В 14:00 шторм достиг огромной силы. Волны накрывали буксир одна за другой. Неожиданно 3 гигантские волны, последовательно накрыли буксир и создали крен судну. Стоявшие на палубе моряки с трудом удерживались на своих местах и их перемещение усугубляло положение. Ещё одна гигантская волна затопила машинное отделение, крен достиг критического значения, моряки «покатились» с палубы в море и динамический рывок созданный сотнями скатывающихся людей ещё больше увеличил крен. Судно легло на борт, было добито ещё одной гигантской волной и опрокинулось. Практически сразу судно затонуло. Уходя на дно, судно унесло с собой моряков не успевших отплыть от образовавшегося гидродинамического вихря. Спасательные операции малыми плавсредствами были невозможны. Первым на место кораблекрушения прибыл стоявший в Пирее пароход «Μиконос», но было потеряно драгоценное время. Несмотря на это, помощь «Миконоса» была существенной, поскольку ему удалось в условиях шторма подобрать около 40 боровшихся с волнами человек.
Несколько из терпевших бедствие моряков вплавь добрались до Драпецоны, но были разбиты волнами о её скалы.
Отряды моряков, под командованием будущего адмирала Александриса, собирали на берегу выживших и трупы. Небольшое ослабление шторма дало возможность рискованного выхода шлюпкам флота и частников.
Поиск выживших продолжался и с наступлением темноты. Акватория крушения освещалась прожекторами броненосцев.

## Жертвы
Число жертв достигало 300 человек. Газета «Катимерини» писала, что погибли 358 человек.
Вице-адмирал К. Паизис-Параделлис, в своей Истории греческого флота, изданной в 2002 году пишет, что при крушении буксира «Александрос Ζ» погибли около 300 человек, конкретно: 12 офицеров, 87 унтер-офицеров, 193 моряков и 5 ремонтников.
Для греческого флота, который в только-что завершившимся Малоазийском походе, в силу отсутствия реального противника, не понёс практически никаких потерь, это был большой и неожиданный удар.
К тому же, это трагическое событие произошло в нескольких милях от главной базы флота.
На следующий день после крушения «Александроса» был получен следующий приказ Морского министра: «Всем морским властям соблюдать месячный траур по трагическому несчастному случаю Пситалеи. Всем офицерам, унтер-офицерам и матросам нести на левой руке траурную повязку».

## Память
На островке Пситалея погибшим при крушении буксира «Александрос Z» воздвигнут скромный памятник.
В марте каждого года, командование военно-морской базы Саламина проводит у памятника панихиду в честь погибших «Александроса».